# Pachenkov
Pachenkov (německy Pachenhof či Pachenhäuser) je samota o třech domech ležící v Krušných horách u Kateřinského potoka zhruba 1,5 km jihovýchodně od města Hora Svaté Kateřiny (ve stejnojmenném katastrálním území) v okrese Most v Ústeckém kraji.
Pojmenování statku má spojitost se zdejší těžbou kovů. Místo sloužilo původně k úpravě vytěžené rudy, která se zde před zpracováním roztloukávala (německy pochen = bouchat, roztloukat). Posléze zde vznikl hospodářský statek, který patřil k hornímu městu Hora Svaté Kateřiny. Po druhé světové válce zde hospodařily státní statky.
Osada leží na severním okraji ptačí oblasti Novodomské rašeliniště – Kovářská.